# 318 Magdalena
A 318 Magdalena a Naprendszer kisbolygóövében található aszteroida. Auguste Charlois fedezte fel 1891. szeptember 24-én.